# Stazione di Malnate Olona
La stazione di Malnate Olona era posta lungo la ferrovia Castellanza-Mendrisio e serviva il Comune di Malnate. Fu dismessa dal servizio viaggiatori nel 1939 e fu riaperta dal 2007 al 2013 come capolinea dei treni turistici appartenenti al Club del San Gottardo (Svizzera).

## Storia

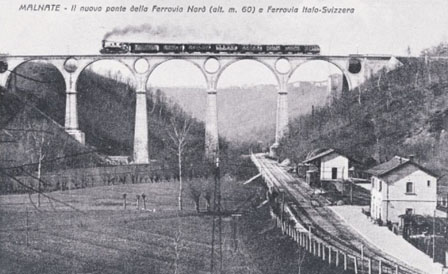
Cartolina dell'impianto; sullo sfondo il viadotto di Malnate

L'impianto venne attivato il 31 dicembre 1915 contestualmente all'inaugurazione della tratta da Cairate-Lonate alla Valmorea, avvenuta a cura della Società Anonima per la Ferrovia Novara-Seregno (FNS).
L'11 dicembre 1938 il capolinea della ferrovia fu arretrato a Malnate in conseguenza degli eventi correlati con la seconda guerra mondiale.
Negli anni Cinquanta del secolo scorso la ferrovia venne arretrata alla stazione di Castiglione Olona ma dalle vicine officine meccaniche Luigi Conti ex SIOME (servite da un binario dedicato) continuò a viaggiare un trattore diesel che portava le merci fino a Castiglione.
Il fabbricato viaggiatori (restaurato nel 2000 da un'associazione culturale) rimane ad oggi sede dell'associazione.
Nel 2007 la stazione venne riaperta con la riattivazione della tratta Cantello-Malnate per treni turistici ed in seguito fu chiusa nel 2013.

## Strutture e impianti
Ad oggi la stazione comprende un fabbricato viaggiatori, il binario di corsa, un binario di raddoppio ed un ulteriore binario tronco.
In passato esisteva anche un magazzino merci ed un secondario binario tronco che raggiungeva le adiacenti officine Conti.